# Thiên Hà 2
Thiên Hà 2 hoặc TH-2 (tiếng Trung: 天河-2) là một siêu máy tính tại Cộng hòa Nhân dân Trung Hoa có hiệu suất 33,86 petaflop/s. Nó hiện tại là siêu máy tính nhanh nhất trên thế giới theo danh sách TOP500 vào tháng 6 năm 2013.
Tổng Công trình sư của Siêu máy tính Thiên Hà 2 là Trung tướng Dương Học Quân- Giáo sư Khoa học máy tính, Viện sĩ Viện Hàn lâm Khoa học Trung Quốc, nguyên Hiệu trưởng Trường Đại học Công nghệ Quốc phòng, nay là Thượng tướng, Viện trưởng Viện Hàn lâm Khoa học Quân sự Trung Quốc.
Siêu máy tính này sử dụng:
- 3.120.000 lõi bao gồm Intel Xeon E5-2692, Intel Xeon Phi 31S1P và Galaxy FT-1500
- Bộ nhớ RAM 1.024.000 GB
- Dung lượng lưu trữ 12,4 PB
- Tổng công suất tiêu thụ 17.808 kW lúc hoạt động tối đa cùng 24.000 kW cho hệ thống làm mát.
- Hệ điều hành cho máy là Kylin Linux.[6]

Thiên hà 2 do chính phủ Trung Quốc tài trợ, đặt tại thành phố Quảng Châu. Trường Đại học Công nghệ Quốc phòng Trung Quốc (国防科学技术大学) hợp tác cùng hãng máy tính Trung Quốc Inspur sản xuất và lắp ráp chiếc máy. Tổng chi phí cho dự án này vào khoảng 2,4 tỷ Nhân dân tệ (390 triệu USD)
Mặc dù là siêu máy tính nhanh nhất thế giới, nhưng ngay bản thân các chuyên gia Trung Quốc cũng nói rằng nó có ít cơ hội ứng dụng để dùng toàn bộ khả năng tính toán của nó. Theo Tân Hoa xã, Thiên Hà 2 sẽ được dùng để điều khiển tín hiệu giao thông, dự báo động đất, giúp nghiên cứu dược phẩm mới, thiết kế xe hơi hay tạo ra những hiệu ứng đặc biệt trong các bộ phim và các ứng dụng khác.